# Norman L. Eisen
Norman L. Eisen (* 11. listopadu 1960, Los Angeles, Kalifornie) je americký diplomat a státní úředník, od ledna 2011 do srpna 2014 velvyslanec Spojených států v České republice. V diplomatických kruzích získal pro svou nekompromisnost přezdívku „Mr. No“ (Pan Ne).

## Biografie
Jeho rodiče jsou američtí židovští imigranti, kteří během druhé světové války přežili holokaust. Matka, jež prošla vyhlazovacím táborem Osvětim-Březinka, je původem z Československa (Slovenska), otec pak z Polska.
Postupně vystudoval právo na Brownově univerzitě (1985; B.A.) a Harvardově univerzitě (1991, J.D.), kde byl spolužákem Baracka Obamy. V letech 1985–1988 pracoval pro losangeleskou pobočku židovské nátlakové organizace Anti-Defamation League (Liga proti hanobení). Po absolutoriu pracoval v právnickém oboru. Byl spoluzakladatelem organizace Občané pro zodpovědnost a etiku ve Washingtonu (Citizens for Responsibility and Ethics in Washington, CREW), jejíž hlavní činností je kontrola vlády. V roce 2012 udělila Eisenovi čestný doktorát kalifornská Americká židovská univerzita (American Jewish University).
Podporoval úspěšnou prezidentskou kandidaturu Obamy ve volbách 2008. Prezident jej pak v lednu 2009 jmenoval zvláštním poradcem pro etiku a vládní reformu.

### Velvyslanec vČesku
Prezident Obama jej v červnu 2010 navrhl na úřad velvyslanec v České republice, který byl od 20. ledna 2009 neobsazen. Senát USA mu však odmítl poskytnout potřebný souhlas ke jmenování, zejména pro odpor republikánského senátora Charlese Grassleye, jenž potvrzení zablokoval. Problém nastal v otázce odvolání generálního inspektora Společnosti pro národní a komunitní služby Geralda Walpina, ke kterému došlo v červnu 2009. Eisen čelil podezření, že se při něm zachoval neeticky.
29. prosince 2010 prezident využil svého ústavního práva, které umožňuje, aby jmenoval vysoké státní zaměstnance i bez nutného souhlasu Senátu, a to v případě, že je činnost tohoto tělesa přerušena (čl. II, odst. 2. Ústavy, tzv. recess appointment, odročené jmenování). Jmenoval jej tak velvyslancem bez souhlasu. Období služby je v tomto případě omezeno maximálně na dva roky, protože Senát musí takové ustavení potvrdit do konce dalšího volebního období, jež trvá dva roky.
V pátek 28. ledna 2011 předal pověřovací listiny prezidentu republiky a plnohodnotně se ujal funkce.
V srpnu 2011 spolu s diplomaty dalších dvanácti států vyjádřil v otevřeném dopise solidaritu s průvodem homosexuálů „Prague Pride“, za což sklidil kritiku některých osobností a hnutí z důvodu vměšování do vnitřních záležitostí země.
V roce 2011 Eisen také tvrdě lobboval proti internetovým aukcím léků v Česku, které by ušetřily miliardy korun, ovšem na úkor amerických farmaceutických koncernů.
V letech 2011 až 2012 dvakrát písemně podpořil Mezinárodní den Romů,, navštívil pietní akci na místě bývalého pracovního tábora v Letech u Písku a navštívil Šluknovsko, aby se tam seznámil s životními podmínkami Romů.

### Soukromý život
Manželka Lindsay Eisenová přednáší angličtinu na Georgetownské univerzitě. Mají dceru Tamar.

#### Odkaz ve filmu
Režisér Wes Anderson uvedl velvyslance Eisena jako inspiraci pro postavu právníka Kovacse ve filmu Grandhotel Budapešť. Herci Jeffu Goldblumovi, jenž roli vytvořil, režisér sdělil, že „by měl jet do Prahy a podívat se na Norma; to je tvůj člověk … Postava právníka Kovacse ve filmu ctí uvědoměle právo a spravedlnost … jedná se vlastně o typ morálního cara prostupujícího celým filmem.“ „Morální car“ je jednou z Eisenových přezdívek vzniklých z působení v Bílém domě.